# The Complete Works
The Complete Works é uma coleção de alguns álbuns do grupo Queen. Foi lançado após a bem sucedida apresentação no Live Aid, e além de englobar álbuns, contém B-sides de singles e livros com fotos, incluindo um mapa indicando os países onde o Queen já tinha se apresentado. Os álbuns são: Queen, Queen II, Sheer Heart Attack, A Night at the Opera, A Day at the Races, News of the World, Jazz, Live Killers, The Game, Hot Space e The Works.